# 불암초
불암초(佛岩草, Melochia corchorifolia)는 열대지방 식물로서, 한반도 남부의 바닷가, 경기도 산지에 나는 한해살이풀로 높이는 30-60cm이다. 줄기 밑동에서 가지가 갈라지고, 별 모양의 털이 있다. 잎은 어긋나며 난형이며 길이 2.5-6cm, 폭 1.5-5cm, 양면 맥에 털이 나고, 가장자리에는 톱니가 있다. 턱잎은 침형이다. 꽃은 연한 붉은색, 흔히 가지 끝에 두상으로 붙고, 작은 포는 꽃받침과 비슷한 모양이고
침상 선형이다. 꽃받침은 짧은 통모양으로 작은 포보다 짧다. 꽃잎은 도란형, 기와처럼 겹쳐진다. 열매는 삭과로 편구형이고 털이 있고, 씨는 5개, 회갈색, 검은색 반점이 있다. 경기도 불암산에서 처음 발견되어 불암초란 이름이 붙여졌다. 길뚝아욱, 길아욱 등으로도 불린다.

## 참고 문헌
- 이 문서에는 다음커뮤니케이션(현 카카오)에서 GFDL 또는 CC-SA 라이선스로 배포한 글로벌 세계대백과사전의 내용을 기초로 작성된 글이 포함되어 있습니다.